# 海島市日
海島市日（葡萄牙語：Dia do Município das Ilhas），為每年11月30日。為海島市的公眾假期，澳門回歸中華人民共和國後被取消。

## 沿革
1910年7月，路環發生一次打海盜戰役。為紀念這事件，海島市市政廳將7月13日定為「路環戰役紀念日」，是路環島公眾假期，後來改為「海島市日」並變為海島市公眾假期。不過，當地居民一直以來並不為此重視。
1993年，海島市市政廳認為公眾假期應定於大眾認為有特別意義之日子，而海島市市政廳的成立對海島市之發展進程具重大歷史意義，遂把該廳於1963年成立的日子，即11月30日定為海島市日。

## 紀念
民政總署成立以前，海島市市政廳及臨時海島市政局於每年11月最後一個星期，舉行「海島市周」慶祝活動，包括一系列的文化、康樂和體育活動，成為海島市的一大盛事。